# 윈저가
윈저 왕가(House of Windsor) 및 글뤽스부르크-윈저 왕가(House of Glücksburg-Windsor)는 현재 영국을 포함한 영연방 왕국의 왕가이다. 베틴가 계통의 작센코부르크고타 분가(分家)에 올덴부르크가 계통의 슬레스비-홀스텐-쇤더보르-글뤽스보르 분가(分家)가 포함되었다.

## 빅토리아의 후예들
영국의 빅토리아 여왕이 독일의 변변찮은 귀족 가문인 작센코부르크고타 공국의 에른스트 1세 폰 작센코부르크고타 공작의 아들 작센코부르크고타의 앨버트와 결혼함에 따라 그녀의 자손은 베틴 가에 속하는 작센코부르크고타 공작 가문의 일원이 되었다. 빅토리아의 아들 에드워드 7세와 손자 조지 5세도 작센코부르크고타의 일족으로서 나라를 다스렸다.
하지만, 제1차 세계 대전 동안 영국 국민 사이에 반(反) 독일 감정이 무르익어가자 왕실은 국민 감정을 고려해 신속히 독일식 칭호를 영국식 칭호로 바꾸고, 독일 안에 가졌던 모든 직함을 버렸다. 1917년 7월 17일 조지 5세의 어명에 따라 윈저라는 명칭을 제정함과 더불어 빅토리아 여왕의 모든 남자 후예는 윈저 왕가의 일원 자격을 얻는다고 규정되었다. 윈저라는 명칭은 영국 왕족과 긴 연고를 가진 윈저타운과 윈저 성에서 유래하였다.
독일 제국의 빌헬름 2세 황제는 자신의 사촌 조지 5세가 영국 왕실의 명칭을 윈저로 바꾸었다는 소식을 듣고는 윌리엄 셰익스피어의 희극 《작센코부르크고타의 즐거운 아낙네들》(물론 희극의 진짜 제목은 《윈저의 즐거운 아낙네들》임)을 보겠다는 농담 섞인 비평을 하였다.

## 엘리자베스 2세의 후예들
1952년 4월 9일, 여왕 엘리자베스 2세는 추밀원에서 “나와 내 아이들이 윈저 왕가의 일족으로 명명되어 알려지고, 결혼한 내 후손들과 그들의 후손들 역시 성(姓)을 윈저로 할 것을 명령한다.”라고 공식 선언하였다. 하지만 이것은 지금까지의 관행에 따라 엘리자베스 2세의 아이들이 올덴부르크 왕가의 가계에서 태어난 아이들의 아버지 그리스와 덴마크의 왕자 필립을 통해 슐레스비히-홀슈타인-사운덴부르크-글뤽스부르크 왕가의 일족으로 취급받아야 하는 것과는 대조적이었다. 1960년 2월 8일, 엘리자베스 2세는 자신과 자신의 아이들의 성(姓)을 윈저로 유지한다고 재차 확인하면서, 부계(父系) 쪽 후손들에게는 남녀 모두 전하(His/Her Royal Highness)라는 칭호를 부여한다고 선포하였다. 또한, 엘리자베스 2세는 여전히 작위나 전하라는 경칭을 가지고 있지 않은 부계 쪽 후손들에게는 마운트배튼윈저(Mountbatten-Windsor)라는 성(姓)을 지닐 것을 명령하였다. 왜냐하면, 마운트배튼은 그녀의 남편 필립 공이 결혼하기 전에 선택한 것으로, 그 명칭 자체가 그의 외가인 바텐베르크를 그대로 영어로 직역한 것이기 때문이다. 미래의 어떤 군주라도 이와 비슷한 왕명을 통해서 왕가의 명칭을 바꿀 수 있다.

## 같이 보기
- 영국의 군주
- 윈저 성